# ライデンファイターズ2
『ライデンファイターズ2』（ライデンファイターズツー、Raiden Fighters 2:Operation Hell Dive）は、セイブ開発が開発し、1997年に日本システムが販売したアーケード用縦スクロールシューティングゲーム。1996年に日本システムから発売された『ライデンファイターズ』の続編で、シリーズ2作目。『雷電』シリーズでは5作目。

## 概要
ゲームスタイルや操作方法などは前作『ライデンファイターズ』のシステムを引き継ぐ。自機として選べる機種が隠し機体含め17種類に増え、グラフィックの質の更なる向上、隠しボーナス配置箇所の増加、ゲームモードの追加、新たな敵の追加などがなされ、さらにスピーデイなゲーム展開になった。
特に、敵弾に近付いたときに得点が加算される「かすりボーナス」が強化されスコアアタックに欠かせない要素となった。かすりを重視したゲームシステムの先駆けで、後発の『サイヴァリア』、『式神の城』、東方シリーズなどに影響を与えた。
前作同様に長らく家庭用ゲーム機へ移植されなかったが、2008年3月27日にサクセスよりシリーズ3作が『ライデンファイターズ エイシズ』としてXbox 360にて発売された。また、iOSおよびAndroid端末向けにシリーズ3作と初代『雷電』を1本に収録した『ライデン レガシー』（RAIDEN LEGACY）が2012年12月4日にDotEmu社より配信開始された。

## ストーリー
『ライデンファイターズ』での反乱軍の勝利から4年。反乱軍が設立した新たな国家も軌道に乗りつつあったが、元政府軍の残党は各地で戦闘を繰り広げ、独裁政府ゲリラとして恐れられていた。局地戦が続くある日、ゲリラはひとりの独裁者のもとに集結し、独裁戦闘国家を設立。そして、新たな戦闘兵器を投入して新政府へ攻撃を開始した。強力な軍事力で次々と勢力を拡大していく独裁戦闘国家に対して新政府は、戦闘機部隊を中心とした対策チームを結成した。

## ゲームシステム
ゲームスタート時に、ゲームモードと自機を選択する。全7面構成＋1周エンド。ゲームモードは以下の通り。
ノーマル（NORMAL）
通常のゲームモード。
スペシャル（SPECIAL）
ステージボスのみ連戦するモード。
エキスパート（EXPERT）
いわゆる「2周目」で、NORMALモードより敵が強く、俗に言う「撃ち返し弾」もある上級者向けモード。

### 操作方法
8方向レバーと2ボタン（ショット、ボンバー）で自機を操作する。ショットにはメインウェポンとサブウェポンが存在し、ショットボタンでメインウェポンとサブウェポンを同時に発射する。パワーアップシステムは前作を踏襲している。2人プレイでは、同時にため撃ちすることでハイブリッドアタックが使える。

### アイテム
アイテムの種類および効果は『ライデンファイターズ』を参照。

## 機体
工場出荷時に選べる機種は8種類。稼働日数の長さにより機種が追加されてゆき、最終的（稼働日数71日以上）には17種類に増える。なお、アーケード版の機体別ハイスコア（マスターオブシップス）では、SLAVEとFAIRYは同機体扱いになっている。2人同時プレイ時は、前作同様SLAVE以外の機体は同じものを選ぶことが出来ない（SLAVEも同じベース機体のものを選ぶことが出来ない）。ボムの初期保有数はノーマル機体が2発、隠し機体が3発になっている。
- ノーマル機体
  - AEGIS IV
    - 前作AEGISの進化版。ミサイルは前作とほぼ同じ性能だが、レーザーの性能が向上（地上敵に乗っかった時の連射力がアップ）している。

  - BEAST WING
    - 前作とほぼ同じ性能だが、レーザーが火炎放射に変化している。

  - CHASER 2000
    - 前作CHASERの進化版。レーザーは敵に当たった瞬間、ホーミングレーザーへと変化する。一方、ミサイルは前作と同じ性能。

  - DEATH HEADER
    - 移動速度は平均的。攻撃の範囲は広めだが、全体的に火力には難がある。ミサイルは発射後一度だけ軌道修正し直進する。一方、レーザーは前作の「DEVASTATOR」に準拠するもの。

  - ERASER
    - 前作の「DEVASTATOR」準拠の機体。攻撃範囲が狭まったが、DEVASTATORから引き継いだ爆風ミサイルと「BEAST WING」譲りのレーザー攻撃は共に強力。

  - FLYING RAY
    - 「CHASER 2000」に次ぐ高速機体。溜め撃ちの溜め時間が短く、溜め撃ちレーザーは前作「ENDEAVOR」のものを強化したもの。ミサイルは鈍足だが火力が高め。

  - GRIFFIN
    - 移動速度はやや遅めな上、全体的な火力は弱めだが、ミサイルは前作「ENDEAVOR」同様弾消し効果のあるもので、レーザーは貫通力が高く、雑魚敵に対する処理能力は高い。

  - HELL DIVER
    - 移動速度が「CHASER 2000」同様に高く、攻撃範囲、火力共に申し分無い機体。
- 隠し機体
  - AEGIS II C
    - AEGIS IVの武装の性能が強化され、溜め撃ちが無くなったもの。ボムとパワーアップシステムはAEGIS IVなどのノーマル機体と同じ。

  - RAIDEN Mk-II
    - 『雷電II』からのゲスト機体。前作「ライデンファイターズ」に登場したものと同等の性能。

  - RAIDEN Mk-IIβ
    - RAIDEN Mk-IIの性能変更版。機体色が青く、移動速度が若干向上。装備は雷電の赤装備(バルカン)とニュークリアミサイル。ボムは雷電IIの拡散ボンバーで、即効性があるが威力に劣る。RAIDEN Mk-IIと同様に溜め撃ちは無い＆メインショットとサブウェポンが別々にパワーアップする。

  - JUDGE SPEAR
    - 『バイパーフェイズ1』からのゲスト機体。前作「ライデンファイターズ」に登場したものと同等の性能。

  - BLUE JAVELIN
    - JUDGE SPEARの性能変更版。機体色が青く、移動速度は抑えられている。前方ショットはやや広角に発射され、サブウェポンはミサイル。JUDGE SPEARと同様に溜め撃ちは無い＆メインショットとサブウェポンが別々にパワーアップする。ボムはJUDGE SPEARと同じディメンションマイン。

  - DARK SWORD
    - JUDGE SPEARの派生型。機体色は黒系。移動速度が非常に速く、制御が難しい。前方ショットはJUDGE SPEARと、サブウェポンはBLUE JAVELINと同じ。JUDGE SPEARと同様に溜め撃ちは無い＆メインショットとサブウェポンが別々にパワーアップする。ボムはJUDGE SPEARと同じディメンションマイン。

  - SLAVE
    - アイテム取得時に現れるスレイブがそのまま自機になった。性能は前作と同様。ボムの初期保有数が他の隠し機体と同じ3発になり、またボム性能も選んだ機体準拠になった。

  - MICLUS
    - 雷電シリーズに登場したボーナスキャラ「ミクラス」が自機となった。ショットは威力の高い火炎弾を吐き出すもので「S」と「L」どちらのアイテムを取っても4段階まで強化される。溜め撃ちとサブウェポンは無い。ボンバーは炎を一定時間吐き続け、発射中は敵弾を無効化するが、弾消し能力は無い。

  - FAIRY
    - ミクラス同様、雷電シリーズのボーナスキャラ「フェアリー」が自機に昇格。ショットはSLAVEと同じで、ボンバーはMICLUSと同じ。当たり判定が非常に小さい。この機体のみ、かすり点数が高く設定されている。

## 隠しボーナス
特別な条件を満たすとボーナス点が得られる。隠しボーナスが成立すると、その内容は画面中央上に表示される。前作から引き続き存在する隠しボーナスについては『ライデンファイターズ#隠しボーナス』を参照。前作にあった家屋防護・ホバーシップ先制破壊ボーナスは廃止された。今作で追加された隠しボーナスは以下。
- 味方戦車防護（DEFENDED THE TANK!）10万点

特定ステージで敵大型戦車が味方戦車に向け発砲する。そのままだと味方戦車が破壊されるが、ボムなどで敵弾を消すと隠しボーナスが成立する。
- 戦車先制破壊(DESTROYED TANK FIRST!) 3万点

揚陸艦から出てくる戦車を艦橋より先に破壊すると成立。艦橋を先に破壊してしまうと戦車が出現しなくなる。